# 清水瀑園
清水瀑園（しみずばくえん）は、大分県玖珠郡玖珠町大字森の仲田川にある瀑布群・渓谷。所在地の地名にちなんで内帆足の滝（うつばしのたき）とも呼ばれる。耶馬日田英彦山国定公園内にあり、国の名勝・耶馬渓の指定範囲に含まれる。また、豊の国名水15選にも選定されている。

## 概要
玖珠町北部にある瀑布群で、森の中の斜面から自然に湧き出す湧水が渓流となり、ところどころで数々の小瀑となって流れ落ちる。大きな滝はないものの、渓流沿いに約300mにわたって設けられた遊歩道のあちこちに滝が点在しており、その最奥部には落差約5mの滝がある。
名水として知られており、簡易水道、養魚場、農業用水等に利用されている。また、瀑園の入口には水汲み場が設けられている。

## 交通
- 自動車：大分自動車道玖珠ICから国道387号経由で約15分